# Michail Sergejewitsch Lunin

Michail Lunin um 1822

Michail Sergejewitsch Lunin (russisch Михаил Сергеевич Лунин; * 18. Dezemberjul. / 29. Dezember 1787greg. in Sankt Petersburg; † 21. Novemberjul. / 3. Dezember 1845greg. in Akatui, Transbaikalien) war ein Publizist, Oppositioneller und politischer Häftling in Russland während der Regierungszeit des Zaren Nikolai I.
Lunin wuchs nach Kindheit in der Provinz ab 1793 in unmittelbarer Nähe seines Onkels Michail Nikititsch Murawjow auf, eines der gebildetsten Männer jener Zeit (er war damals Erzieher der Großfürsten Alexander Pawlowitsch und Konstantin Pawlowitsch, später Stellvertreter des Bildungsministers), der sich persönlich sehr um die Erziehung Michail Lunins bemühte (Auswahl der Lehrer etc.). Wie damals üblich, begann die Laufbahn eines jungen Mannes von gutem Adel bei der kaiserlichen Garde. Michail Lunin musste sich 1805–1807 bei Austerlitz und Preußisch Eylau bewähren, nahm an den Kämpfen 1812–15 gegen Napoléon teil und begeisterte sich, wie viele junge Intellektuelle seiner Zeit, für freiere und gerechtere Gesellschaftssysteme, als sie durch Russland repräsentiert wurden. Nach einem Versuch, sich als Schriftsteller in Paris selbständig zu machen (1816/17), kehrte er nach Russland zurück, besuchte England und wurde Mitglied des Wohlfahrtsbundes der Dekabristen (bis 1820). Um seine Zugehörigkeit zu den Besten seiner Zeit zu demonstrieren, stellte er sich im April 1826 der Untersuchungskommission in St. Petersburg, welche nach Ursachen und Mitverschworenen des Aufstandes vom 14. Dezember 1825 forschte. Für seine Überzeugungen und die nachgewiesene Absicht des Kaisermordes (1816 geäußert) wurde er nach Kategorie II zu lebenslanger Zwangsarbeit in Sibirien verurteilt. Bevor er die Strafe antrat, welche vorerst durch Erlass vom 10. Juli 1826 auf 20 Jahre Zwangsarbeit gemildert wurde, musste er in der Peter-und-Paul-Festung, in Sveaborg und Wyborg zwei Jahre Festungshaft verbüßen. Nach seiner Ansiedlung in Urik (bei Irkutsk) am 16. Juni 1836 arbeitete er weiterhin und insgeheim an oppositionellen Schriften. Als man davon Kenntnis erhielt, wurde er am 27. März 1841 erneut inhaftiert. Man brachte ihn diesmal nach Akatui im Südosten der heutigen Region Transbaikalien, wo sich von 1832 bis 1917 bei einem Blei- und Silberbergwerk ein berüchtigtes Verbannungsgefängnis (Katorga) befand. Hier verstarb er am 3. Dezember 1845 unter ungeklärten Umständen.
Lunin gilt als einer der eifrigsten Streiter für ein reformiertes Russland in den Dekabristenkreisen. Er war Cousin des Dekabristen Nikita Murawjow (1795–1843) sowie u. a. mit den Literaten Alexander Puschkin und Hippolyte Auger befreundet. Seine Briefe aus Sibirien sind ein wichtiges Zeitzeugnis.

## Werke
- Betrachtung über die russische Geheimgesellschaft der Jahre 1816-1826
- Einschätzung des Berichtes der Geheimen Untersuchungskommission an den Herrn Imperator im Jahr 1826
- Historische Etüden
- Ein Blick auf die polnischen Angelegenheiten aus der Sicht des Herrn Iwanow, Mitglied der Geheimgesellschaft vereinigter Slawen